# Schalk en Kopf v. Oostenrijk
Schalk en Kopf v. Oostenrijk (EHRM 24 juni 2010, nr. 30141/04) is de roepnaam van een op 24 juni 2010 door het Europees Hof voor de Rechten van de Mens (EHRM) gewezen arrest, dat ziet op het verbod op het recht om te trouwen van homoseksuele koppels in Oostenrijk. De rechtszaak was aangespannen door het koppel Horst Michael Schalk en Johan Franz Kopf. Oostenrijk werd hierin in het gelijk gesteld. De uitspraak werd door zijn redenering en uitkomst als teleurstellend ervaren door voorstanders van homorechten.

## Achtergrond
De twee mannelijke verzoekers waren in een langdurige relatie en wilden deze in 2002 formaliseren in de vorm van het huwelijk. In Oostenrijk werd hun zaak afgewezen omdat de Oostenrijkse grondwet alleen huwelijken tussen man en vrouw erkent. Ook in hun hoger beroep en tegenover het Hooggerechtshof van Oostenrijk werd hun verzoek afgewezen. Ten tijde van hun verzoek bij het EHRM (25 februari 2004) erkenden slechts twee lidstaten van de Raad van Europa het homohuwelijk, namelijk Nederland en België. In de tijd dat hun verzoek werd behandeld steeg dit aantal naar zes lidstaten.

## Samenstelling van de kamer
Het arrest werd op 24 juni 2010 gegeven door een kamer van zeven rechters en was als volgt samengesteld:
- Christos Rozakis (Griekenland)
- Anatoli Kovler (Rusland)
- Elisabeth Steiner (Oostenrijk)
- Dean Spielmann (Luxemburg)
- Sverre Erik Jebens (Noorwegen)
- Giorgio Malinverni (Zwitserland)
- George Nicolaou (Cyprus).

De ondergriffier was André Wampach.

## Arrest

### Geen overtreding van Artikel 12
In de zaak Schalk en Kopf v. Oostenrijk boog het EHRM zich voor het eerst over de vraag of koppels van hetzelfde geslacht het recht hebben om te trouwen. Het EHRM verwierp de claim dat Artikel 12 (recht op huwelijk) van het Europees Verdrag voor de Rechten van de Mens (EVRM) onder alle omstandigheden toepasbaar was voor koppels van hetzelfde geslacht. Het EHRM laat het reguleren van het huwelijk voor homoseksuele koppels over aan de lidstaten. Ondanks de recente ontwikkelingen in de nationale wetgeving oordeelden zij dat er, momenteel, onvoldoende consensus is tussen lidstaten. Daardoor is er geen verplichting aan de lidstaten om het huwelijk uit te breiden voor homoseksuele koppels. Ze beklemtoonden ook dat de genderspecifieke taal in Artikel 12 een bewuste keuze is van de opstellers van het EVRM.

### Geen overtreding van Artikel 14 in overeenstemming met Artikel 8
Het EHRM boog zich vervolgens over de vraag of Oostenrijk Artikel 14 (discriminatie) in overeenstemming met Artikel 8 (recht op eerbiediging van privé-, familie- en gezinsleven) van het EVRM heeft geschonden. Daarbij moest vastgesteld worden of zij als homoseksueel koppel in staat zijn om een familieleven op te bouwen. In het verleden heeft het EHRM 'niet-traditionele families' ongelijk behandeld, en homoseksuele koppels werden traditioneel buitengesloten als het gaat om gelijke familierechten. Dit veranderde met de uitspraak in Schalk en Kopf v. Oostenrijk, waarin zij verklaarden dat koppels van hetzelfde geslacht een familieleven kunnen stichten geldig onder Artikel 8 van het Europees Verdrag voor de Rechten van de Mens. Hierin verwezen ze naar de 'snelle ontwikkeling van de sociale houding ten opzichte van homoseksuele koppels' in Europa. Dit was volgens het EHRM echter niet voldoende om hen het huwelijk of geregistreerd partnerschap toe te kennen.
Op de vraag of Oostenrijk enige vorm van erkenning moest geven aan de relatie van de twee mannen is geen eenduidig antwoord gegeven. Gedurende het proces, in januari 2010, voerde Oostenrijk namelijk het geregistreerd partnerschap in. Hierdoor werd hun relatie door Oostenrijk wettelijk erkend, zij het in een andere vorm. Een meerderheid van de rechters oordeelde dat Oostenrijk dit tijdig heeft gedaan. Drie van de zeven rechters (Rozakis, Spielmann en Jebens) waren het hier sterk mee oneens en vonden het niet rechtvaardig dat Oostenrijk hun relatie voor 2010 niet erkende.
Het laatste vraagstuk waar het Hof zich over boog was of het Europees Verdrag voor de Rechten van de Mens, in de afwezigheid van het homohuwelijk, een onderscheidt tolereert tussen geregistreerde partnerschappen en het huwelijk. Hieruit bleek impliciet dat het EHRM voor nu het verschil in behandeling tussen het geregistreerd partnerschap en huwelijk gerechtvaardigd acht; ook als koppels van hetzelfde geslacht niet in aanmerking komen voor het huwelijk. Ze oordeelden dat er geen overtreding heeft plaatsgevonden van Artikel 14 in overeenstemming met Artikel 8. Daarom zullen homoseksuele koppels discriminatie blijven ervaren in de nabije toekomst.

### Grote Kamer
Het voor de Grote Kamer behandelen van de zaak werd door vijf rechters op 22 november 2010 unaniem verworpen. Als gevolg daarvan werd de uitspraak van 24 juni 2010 definitief.

## Voortgang in de erkenning van homoseksuele partnerschappen
Progressieve stappen in de erkenning van homoseksuele koppels waren er als volgt:
- Het EHRM stelt dat het recht op huwelijk niet 'in alle omstandigheden' is voorbehouden aan heteroseksuele koppels.
- Het EHRM erkende voor het eerst dat homoseksuele koppels een familieleven kunnen opbouwen.
- Het EHRM indiceerde dat het op het punt staat om de lidstaten van de Raad van Europa te verplichten om homoseksuele partnerschappen wettelijk te erkennen (lees: geregistreerd partnerschap en/of huwelijk).